# マンコスカパカヤック川
マンコスカパカヤック川（マンコスカパカヤックがわ、Mankoskapakayak River）はカナダの川 。首都オタワから北西に1600kmほどのマニトバ州南東部を流れる。
流域の人口密度は1㎞2あたり331人で、一帯は亜寒帯気候地域に属する。付近の年間平均気温は-3℃ほど。最も気温の上がる7月には平均で16℃ほどとなり、最も下がる1月は-25℃を記録する。